# سازوکار قیمت
سازوکار قیمت لفظی اقتصادیست در اشاره به شیوه‌ای که قیمت‌های کالاها بر عرضه و تقاضای کالاها و خدمات تأثیر می‌گذارد. سازوکار قیمت هم بر خریداران و هم بر فروشندگانی که بر سر قیمت‌های کالاها یا خدمات مذاکره می‌کنند تأثیر می‌گذارد. منظور از یک سازوکار قیمت یا سازوکار بازار بنیان راه‌های گوناگونی است که از طریق تخصیص و سهمیه بندی بر اساس قیمت، خریداران و فروشندگان با هم جور می‌شوند.
مثالی از یک سازوکار بازار از قیمت‌های پیشنهادی و درخواستی استفاده می‌کند. به‌طور کلی، وقتی دو جانب خواستار مشارکت در یک تجارت هستند، خریدار قیمتی را اعلام می‌کند که تمایل دارد بپردازد (قیمت پیشنهادی خرید) و فروشنده قیمتی را اعلام می‌کند که تمایل دارد بپذیرد (قیمت پیشنهادی فروش).
مزیت اصلی چنین روشی این است که شرایط از قبل تعیین می‌شوند و معاملات می‌توانند بدون هیچ اجازهٔ قبلی از هیچ از مشارکت کنندگان به پیش بروند. وقتی هر دو قیمت پیشنهادی و درخواستی به هم بخورند، معامله‌ای، در بیشتر موارد به‌طور خودکار، رخ می‌دهد.